# Illja Kvasja
Illja Kvasja (ukrainska: Ілля Олегович Кваша), född den 5 mars 1988 i Mykolaiv, är en ukrainsk simhoppare.
Han tog OS-brons på den synkroniserade 3m-svikten i samband med de olympiska simhoppstävlingarna 2008 i Peking.